# Leena La Bianca
Leena La Bianca, pseudonimo di Kathleen M. Runco (Denver, 5 gennaio 1963), è un'ex attrice pornografica e regista statunitense.

## Biografia
Leena La Bianca cresce a Denver, Colorado, dove studia elettrotecnica al college e si mantiene lavorando come spogliarellista e girando video pornografici amatoriali per la Odyssey Video Group. Nel 1992 si trasferisce in California per intraprendere la carriera di parrucchiera cinematografica, finendo però per fare la cameriera in un locale di Long Beach. Decide allora di continuare la sua attività di attrice pornografica per la Odyssey Video Group firmando un contratto di esclusiva e diventando professionista. Il suo debutto avviene nel film Leena (1992) nel quale è affiancata da Francesca Lé e Sunset Thomas.
Si è ritirata nel 1998 dopo aver girato 116 scene e dirette 2.

## Riconoscimenti
- AVN Awards
  - 1994 – Best Actress (video) per Blinded by Love[3]
  - 1995 – Best Group Sex Scene (video) per Pussyman 5 con Lacy Rose, Tony Martino, Gerry Pike e Alex Sanders[4]
- XRCO Award
  - 1994 – Best Actress, Single Performance per Blinded by Love[5]
  - 1995 – Female Performer of the Year[6]
  - 2009 – XRCO Hall of Fame[7]